# Silisili
Silisili (1 858 m n. m.) je štítová sopka na ostrově Savai'i v Samojských ostrovech v Polynésii v jižním Pacifiku. Leží na území státu Samoa. Jedná se o nejvyšší horu Samoy i celého řetězce Samojských ostrovů.